# John F. Kelly
Ne doit pas être confondu avec l'homme politique irlandais John Kelly.
Pour les articles homonymes, voir John Kelly.
John Francis Kelly, né le 11 mai 1950 à Boston (Massachusetts), est un général à la retraite et haut fonctionnaire américain. Secrétaire à la Sécurité intérieure des États-Unis à partir du 20 janvier 2017, il devient chef de cabinet de la Maison-Blanche le 31 juillet 2017. Il quitte ses fonctions le 2 janvier 2019.

## Biographie

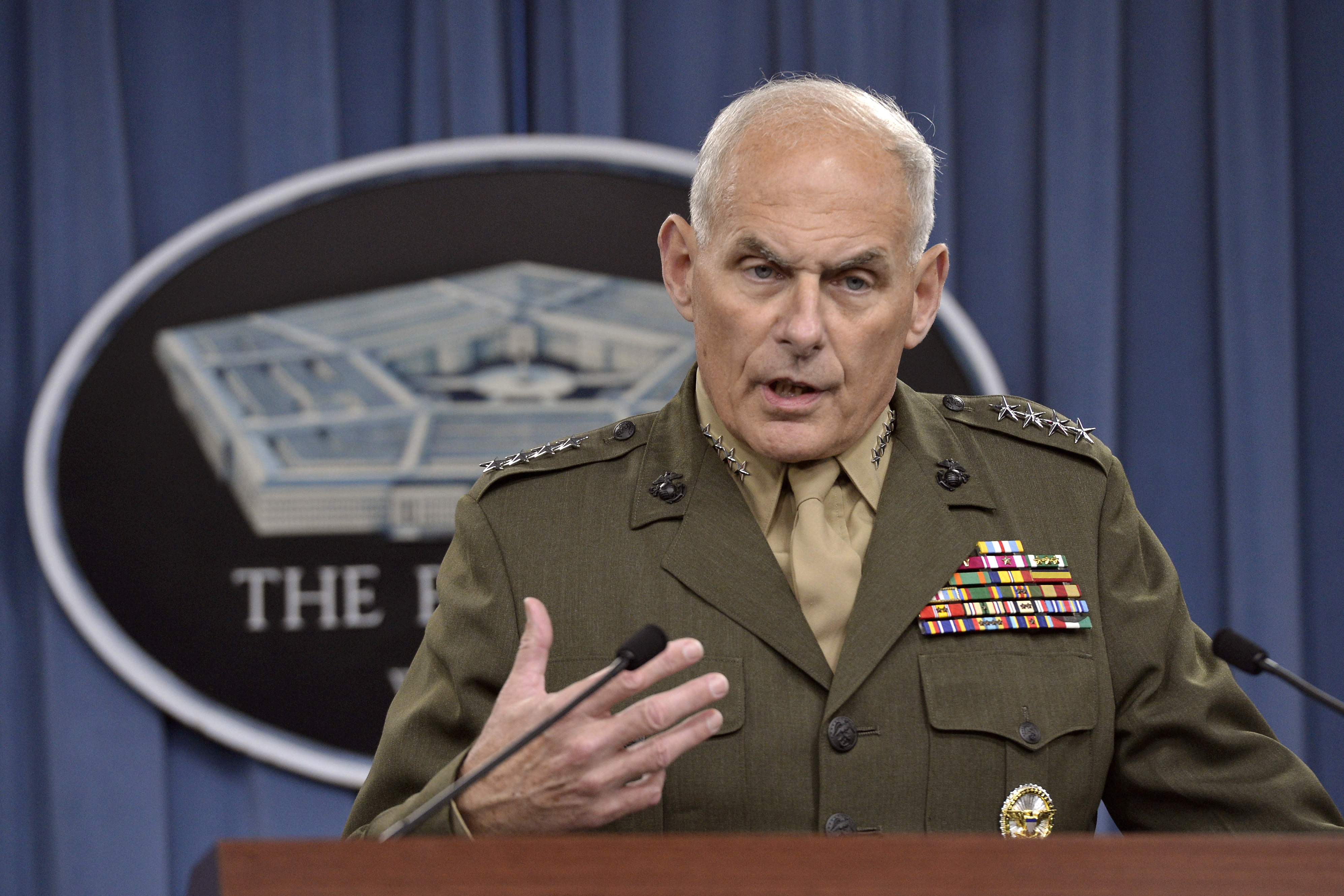
John Kelly en tant que commandant du USSC, en 2014 au Pentagone, lors d'une conférence de presse.

Diplômé de l'université du Massachusetts à Boston, de Georgetown et de la National Defense University, Kelly est commandant du United States Southern Command (USSC), couvrant l'Amérique centrale, les Caraïbes et l'Amérique du Sud, du 19 novembre 2012 au 16 janvier 2016.

### Département de la Sécurité intérieure

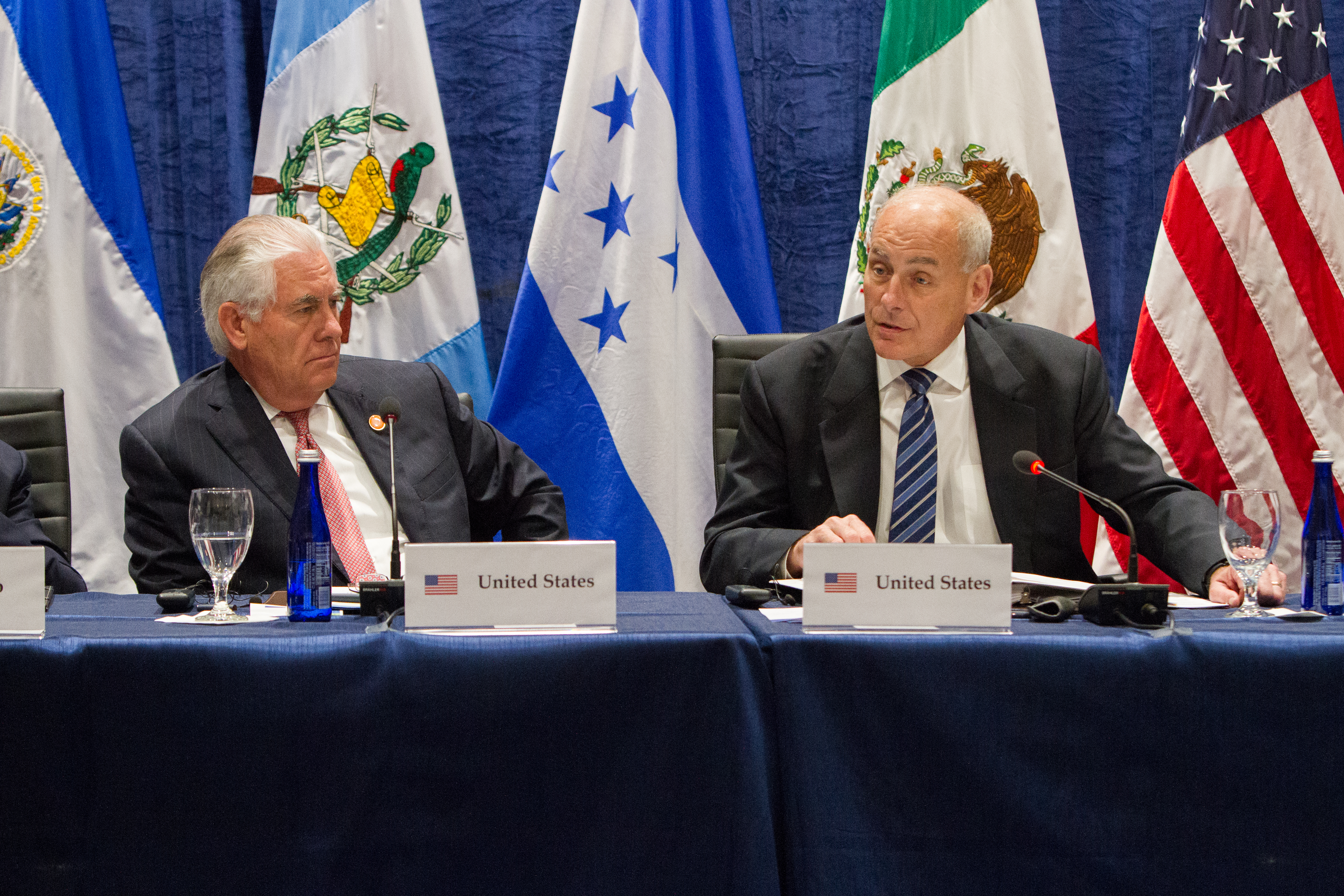
Kelly (droite) avec le secrétaire d'État des États-Unis Rex Tillerson (gauche) à Miami, lors d'une conférence avec des pays d'Amérique centrale, en 2017.

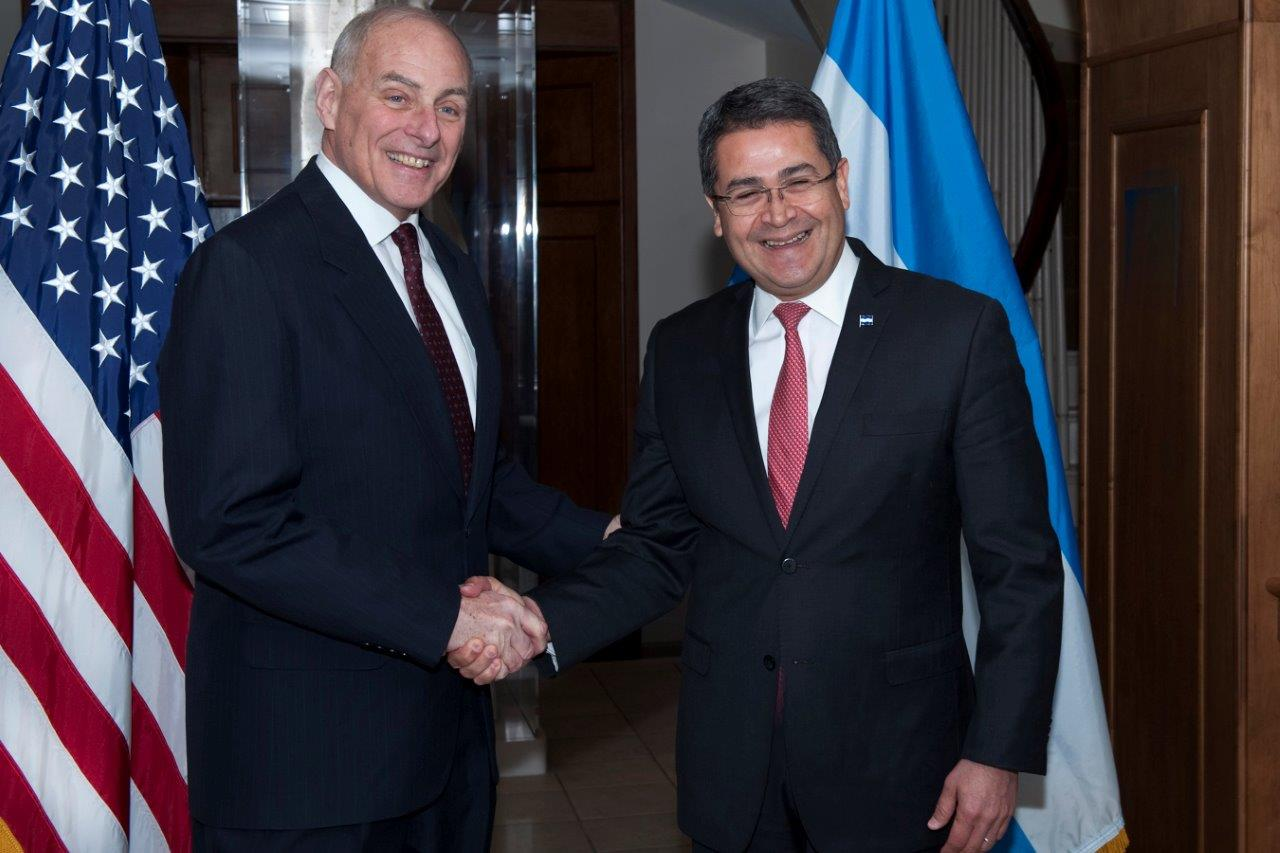
John Kelly avec le président du Honduras, Juan Orlando Hernández, en 2017.

Le 7 décembre 2016, le président élu Donald Trump annonce sa nomination au poste de secrétaire à la Sécurité intérieure des États-Unis, dans son futur cabinet. Il est confirmé par le Sénat des États-Unis le 20 janvier 2017 par 88 voix contre 11. Il entre en fonction le même jour en prêtant serment devant le vice-président Mike Pence et succédant à Jeh Johnson.
Avec la nomination de H. R. McMaster au poste de conseiller à la sécurité nationale le 20 février 2017, Kelly, au côté du secrétaire à la Défense James Mattis, fait partie des trois généraux occupant des postes civils dans l'administration américaine.

### Chef de cabinet de la Maison-Blanche
Le 28 juillet 2017, Kelly devient le 28e chef de cabinet de la Maison-Blanche, succédant à Reince Priebus. Il propose à Trump la nomination de Kirstjen Nielsen au poste de secrétaire à la Sécurité intérieure, un choix accepté par le président et validé par le Sénat des États-Unis. Le journaliste Glenn Greenwald voit dans la nomination de Kelly à la Maison-Blanche, saluée non seulement par les républicains mais aussi par de nombreux démocrates, une reprise en main progressive de l'administration Trump par les conservateurs établis (establishment), qui s'opposent sur certains points au programme que le président défendit lors de sa campagne électorale.
Le 8 décembre 2018, le président annonce son départ. Alors que le chef de cabinet du vice-président Pence, Nick Ayers, est favori pour remplacer Kelly, ce dernier refuse le poste le 9 décembre 2018. Chris Christie, ancien gouverneur du New Jersey, décline également le poste. Trump annonce le 15 décembre 2018 la nomination prochaine de Mick Mulvaney, directeur du Bureau de la gestion et du budget, à la fonction de directeur de cabinet de façon intérimaire. 

### Commentaires sur Donald Trump
En 2020, il annonce qu'il ne votera pas pour le président sortant Donald Trump lors l'élection présidentielle de novembre. Il a depuis a de nombreuses reprises émis des critiques acérées sur l'ancien président américain, le qualifiant de « personne avec le plus de défauts que j'ai jamais rencontré », affirmant que travailler avec lui a été le « pire emploi de sa vie ». En octobre 2023, il conclut un long réquisitoire par « Dieu sauve nous » (« God help us »), en imaginant ce que le retour au pouvoir de Trump pourrait causer pour les États-Unis.